# محمدجواد لاریجانی
محمدجواد اردشیر لاریجانی (زادهٔ ۱۳۳۰) سیاستمدار ایرانی است که مدیر پژوهشگاه دانش‌های بنیادی است. او از زمان شکل‌گیری ستاد حقوق بشر قوه قضائیه ایران در سال ۱۳۸۴ تا سال ۱۳۹۸ رئیس این ستاد بود. لاریجانی از مهر ۱۳۸۹ تا اردیبهشت ۱۴۰۳ عضو شورای نظارت بر صدا و سیما و همچنین نماینده مجلس شورای اسلامی در دوره‌های چهارم و پنجم، معاون پیشین وزارت امور خارجه و مؤسس مرکز پژوهش‌های مجلس شورای اسلامی بوده است.

## خانواده
او در سال ۱۳۳۰ در خانواده‌ای مازندرانی در نجف به دنیا آمد. او پسر بزرگ میرزا هاشم آملی روحانی شیعه و یکی از ۵ برادرِ لاریجانی (علی لاریجانی رئیس مجلس هشتم، باقر لاریجانی رئیس دانشگاه علوم پزشکی تهران، صادق لاریجانی رئیس سابق قوهٔ قضائیه و فاضل لاریجانی) است. وی هم‌چنین پسرخالهٔ مادرِ احمد توکلی است. پدر او در سال ۱۳۱۱ خورشیدی به نجف مهاجرت کرد و تا حدود ۳۰ سال بعد در عراق ماند و محمدجواد لاریجانی نیز در همان‌جا به دنیا آمد.

## تحصیلات
ابتدا او جهت تحصیل به حوزه علمیه رفت و سپس تحصیلات عالی را در رشته مهندسی برق دانشگاه صنعتی شریف آغاز کرد. وی طی دوران تحصیل با عبا و لباس روحانیت در دانشگاه حاضر می‌شد. بعدها او تحصیلات تکمیلی را از ۱۹۷۴ تا ۱۹۸۱ در دانشگاه کالیفرنیا در برکلی پی گرفت. به گفته بهمن بختیاری، در کتابی چاپ شده توسط دانشگاه فلوریدا، و همچنین گزارشی در نشریه تایم لاریجانی مدرک دکترایش را از برکلی اخذ کرد.
اما به گفته آلین جکسن، در ماهنامهٔ انجمن ریاضی آمریکا، وی این دوره دکترا را به پایان نرسانده است. به گزارش وی در ژوئیه ۲۰۰۶ گوگل یک مدخل در پروژه تبارشناسی ریاضی برای محمدجواد لاریجانی ذخیره کرد که می‌گفت که او تحت نظارت رابرت وات در دانشگاه کالیفرنیا در برکلی در زمینه نظریه مدل دکترا گرفته است؛ ولی چندی بعد مدخل او حذف شد.

## اظهارنظرهای رسمی

### مذاکره با نیک براون
در آستانه انتخابات دوم خرداد ۱۳۷۶ وی در مجلس پنجم مقام ریاست مرکز پژوهش‌های مجلس را داشت و در جناح‌بندی سیاسی از متحدان علی‌اکبر ناطق نوری بود. پیش از انتخابات وی طی سفری به بریتانیا در ملاقاتی محرمانه با نیک براون یکی از مدیران کل وقت وزارت خارجه انگلیس به وی گفته بود که پیروزی ناطق نوری در انتخابات می‌تواند منافع انگلیس و غرب را تأمین کند و تلاش کرده بود با ارائه تصویری رادیکال از مجمع روحانیون و به‌ویژه سید محمد خاتمی انگلیس را به حمایت از ناطق نوری برای پیروزی در انتخابات ریاست جمهوری تشویق کند.
انتشار بخش‌هایی از مذاکرات محرمانه محمدجواد لاریجانی با نیک براون در ایران از سوی روزنامه سلام به آبروریزی بزرگی برای هواداران ناطق نوری و شخص وی منجر شد.
لاریجانی در برنامه شناسنامه در دی ماه ۹۲ در مورد این ماجرا روایت کاملاً متفاوتی ارایه داد، وی گفت: «علت این دیدار پیچیده نبود. وزارت خارجه انگلیس به کاردار ایران در انگلیس نوشت که این شخص می‌خواهد بعداً در ایران سفیر شود به همین دلیل می‌خواهد قبل از سفر به ایران ملاقاتی داشته باشد و آشنا شود. این ملاقات در محیط سفارت و با حضور کارشناسان مختلف انجام شد. این دیدار پیامی هم از سوی دولت انگلیس داشت که می‌گفت شما مسئله جایزه مرگ سلمان رشدی را مطرح کرده‌اید که در اروپا باعث ایجاد حساسیت شده است. ما هم جوابشان را دادیم. زمانی که ملاقات به پایان رسید به او گفتم شما راجع به انتخابات ایران چه برداشتی در اروپا دارید که او گفت ما در جامعه اروپا به این نتیجه رسیده‌ایم که به هر ترتیب آقای ناطق نباید رئیس‌جمهور شود. ما تضمین‌هایی پیدا کردیم که در دولت آقای خاتمی دگراندیشان می‌توانند فعالیت داشته باشند. یکی از کارشناسانی که در آنجا بود با دوستان ما مثل بهزاد نبوی در ارتباط بود و احساس خطر کرد که اگر به ایران بیایم و این مسئله را مطرح کنم اتفاق عجیب غریبی خواهد افتاد. قبل از اینکه به ایران برسم یک نشریه دو صفحه‌ای درست شده و در تیراژ ۲۰ میلیون در سراسر ایران پخش کرده‌اند. این دو صفحه هم شاید دو جمله درست داشت اما عمدتاً چیز غلطی بود. در واقع دست پیش گرفتند که پس نیفتند.»

### اعدام قاچاقچیان مواد مخدر
لاریجانی برخوردهای قوهٔ قضائیه با مجرمان و رکوردداری آن در این زمینه را باعث افتخار سیستم قضایی ایران و خدمت به بشریت می‌داند و در این باره می‌گوید: «متأسفانه نهادهای بین‌المللی به جای تجلیل از ایران، افزایش تعداد اعدام‌ها به خاطر برخورد قاطع ایران با [قاچاقچیان] مواد مخدر را به محملی برای تهاجم حقوق بشری به جمهوری اسلامی ایران کرده‌اند.»
وی در قسمتی از یک مصاحبه مطبوعاتی در جواب سؤالی دربارهٔ حقوق بشر و اعدام‌های دسته جمعی اخیر، می‌گوید:
... آمار خوبی از نرخ زاد و ولد وجود دارد، که حدود ۴ درصد است. ما حدود ۲ میلیون جمعیت جدید در هر سال داریم. من انسان امیدوار و خوشبینی هستم…
محمدجواد اردشیر لاریجانی هشت ماه پس از آن که ایران قطعنامه ۵۹۸ شورای امنیت را پذیرفت از معاونت وزارت خارجه کنار رفت. علی‌اکبر ولایتی اظهار داشته است که آقای لاریجانی به خواست وزارت اطلاعات از معاونت وزارت خارجه برکنار شد.

### اظهارات نژاد پرستانه در مورد باراک اوباما
لاریجانی در نشستی با اعضای جامعه اسلامی مهندسین، با انتقاد از سیاست‌های رئیس‌جمهور ایالات متحده باراک اوباما علیه ایران و در اظهاراتی نژاد پرستانه گفت: «زمانی که اوباما بر سر کار آمد از تعامل و گفتگو با ایران سخن گفت چه شده که امروز این «کاکا سیاه» حرف از تغییر نظام ایران می‌زند؟!»

### خرید واکسن کرونا، طرحی برای زانو زدن ایران
در میانه بحث‌های مطرح دربارهٔ خریدن واکسن کرونای تولید کشورهای دیگر در دیماه ۱۳۹۹، وی موضوع خرید واکسن کرونا به ویژه واکسن‌های تولیدی در آمریکا را طرحی برای به زانو درآوردن ایران دانست. وی دراینباره گفت «این یکی از برنامه‌های اتاق فرماندهی آمریکا علیه جمهوری اسلامی ایران است.» و افزود «تلقین می‌کنند که واکسن غیرآمریکایی نزنید، واکسن بخرید و حتماً هم واکسن فایزر یا مادرنا باشد درحالی که باید بابت خرید آن دلار بپردازیم و، چون امریکایی‌ها قبول نمی‌کنند پس می‌گویند باید زانو بزنیم و کرنش کنیم تا به ما چندتا واکسن عرضه کنند.»

### سلاح اتمی
او پس از اظهارات کمال خرازی دربارهٔ توانایی جمهوری اسلامی برای ساخت بمب اتم گفت «اگر بخواهیم به دنبال تولید سلاح اتمی برویم کسی نمی‌تواند جلویمان را بگیرد»

### تشویق به برخورد با مولوی عبدالحمید و مسجد مکی زاهدان
لاریجانی در ۱۶ دی ۱۴۰۱ از مواضع مولوی عبدالحمید، امام جمعه اهل سنت زاهدان، به تندی انتقاد کرد و خواهان برخورد با او شد. او همچنین مسجد جامع مکی زاهدان را به مسجد ضرار تشبیه کرد و گفت که «از آن‌جا حرف‌های متعفن بیرون می‌آید.» در واکنش مدیران جامعه مدرسین حوزه‌های علمیه و امامان جمعه و جماعات چند شهرستان استان سیستان و بلوچستان در بیانیه‌ای شدیداللحن، او را «یاوه‌گو و هتاک» خطاب کردند. آن‌ها اظهارات او علیه امام جمعه زاهدان را «با شدیدترین الفاظ» محکوم کردند. نماینده چابهار در واکنش به صحبت‌های او گفت «جواد لاریجانی با سفارتخانه‌های خارجی ارتباط داشته / امیدوارم در دام انگلیس نیفتد»

### دفاع از اجرای حکم سنگسار
او در دی ۱۴۰۱ با دفاع از اجرای حکم سنگسار گفت: «رجم (سنگسار) یکی از قوانین خوب اسلامی است و بازدارندگی بسیار خوبی تا کنون داشته است.» او افزود: «رجم یک قانون بازدارنده بسیار مهم برای محافظت از قرارداد ازدواج خانواده‌هاست.» او در سال ۱۳۸۹ که در سمت دبیر ستاد حقوق بشر قوه قضائیه مشغول به فعالیت بود باز هم از این مجازات دفاع کرده بود. او گفته بود سنگسار جزو «احکام شرع مقدس اسلام» است.

### تهدید علیه مقامات غربی
لاریجانی در مصاحبه‌ای با تلویزیون دولتی ایران در ژوئیه ۲۰۲۵ گفت: «اروپایی‌ها دیگر نمی‌توانند راحت در کشورشان رفت و آمد کنند، ممکن است چند وقت دیگر، پنج پهپاد یک شهر اروپایی را مورد حمله قرار دهند.». در پی جنگ ایران-اسرائیل، او ادعا می‌کند که کشورهای غربی دیگر نمی‌توانند احساس امنیت کنند، زیرا پنج پهپاد می‌تواند در آینده نزدیک به هر شهر اروپایی حمله کند. این پس از تهدید قبلی در ژوئیه علیه رئیس‌جمهور ایالات متحده دونالد ترامپ بود که در آن نقل قول شده بود: «ترامپ دیگه نمی‌تونه در مارالاگو آفتاب بگیره چون ممکنه وقتی دراز کشیده، یک ریزپرنده شکمش را نشونه بگیره و بزنه به نافش!». او همچنین ادعا کرد که جمهوری اسلامی قادر است رئیس‌جمهور فرانسه، امانوئل ماکرون، را حتی در میان یک دیسکو مورد هدف قرار دهد.